# Phyllonotus pomum
Chicoreus pomum, common name the "apple murex", là một loài ốc biển lớn, là động vật thân mềm chân bụng sống ở biển trong họ Muricidae, họ ốc gai.

## Miêu tả
From the Lovell Augustus Reeve description (published 1843):
The shell is fusiformly oblong, thick, soiïd, very rough throughout, transversely conspicuously ridged, tuberculated between the varices; three-varicose, varices tuberculated with a complicated mass of laminae; fulvous hoặc reddish brown, columella and interior of the aperture ochraceous yellow, columellar lip slightly wrinkled, edge erected, vividly stained, especially at the upper part, with very black brown; outer lip strongly toothed, ornamented with three black-brown spots; canal rather short, compressed, recurved."

## Hình ảnh

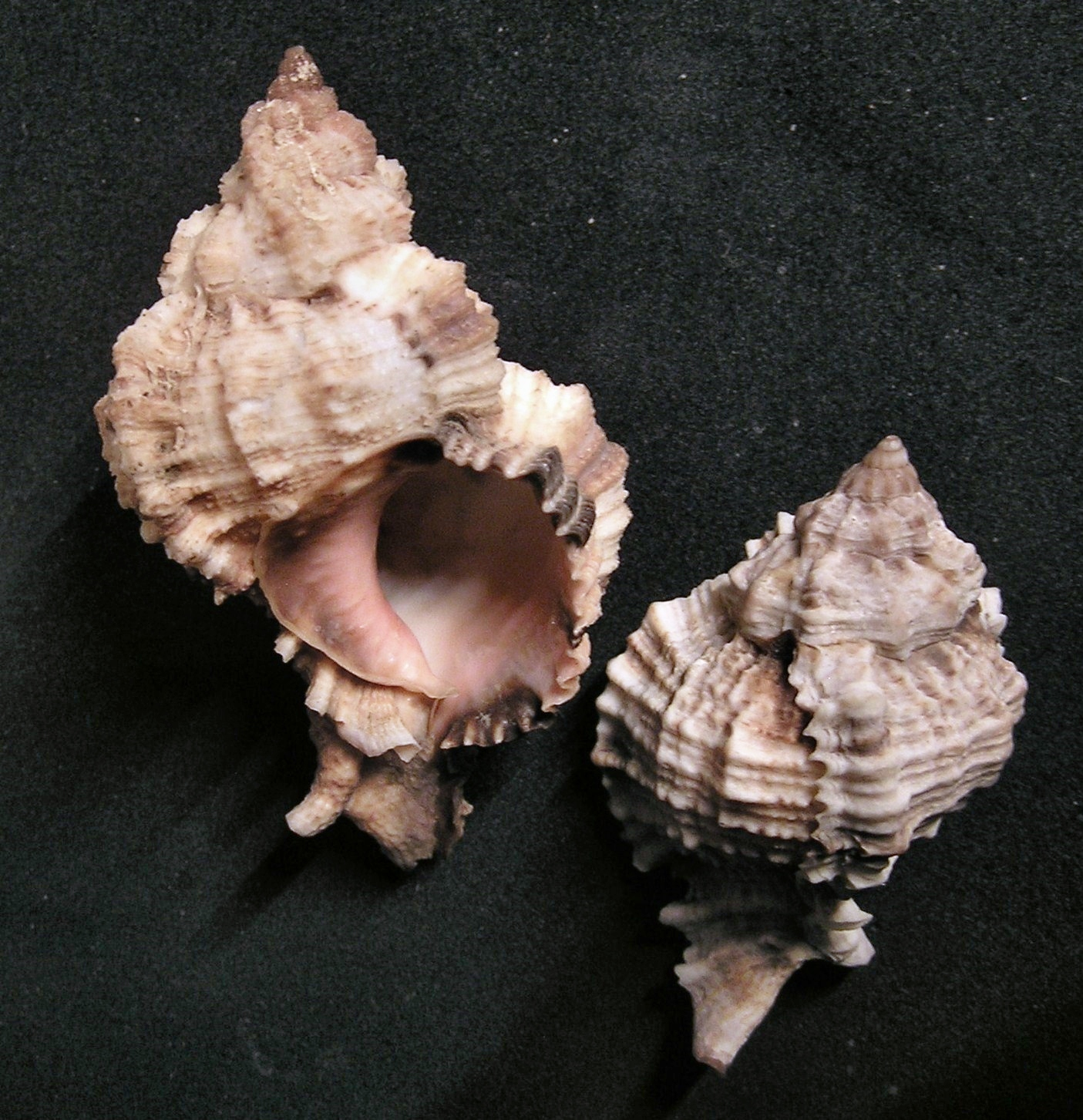
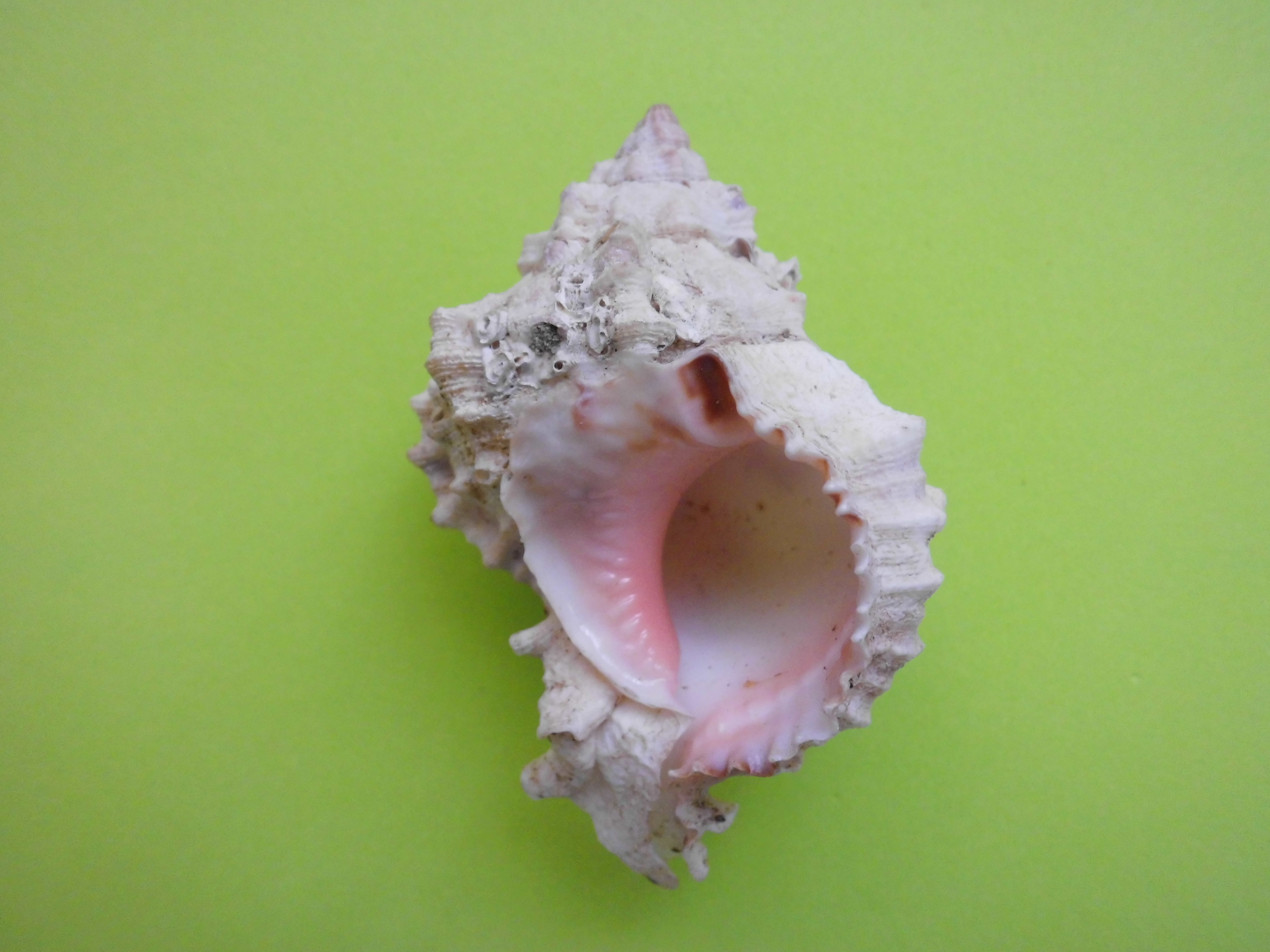
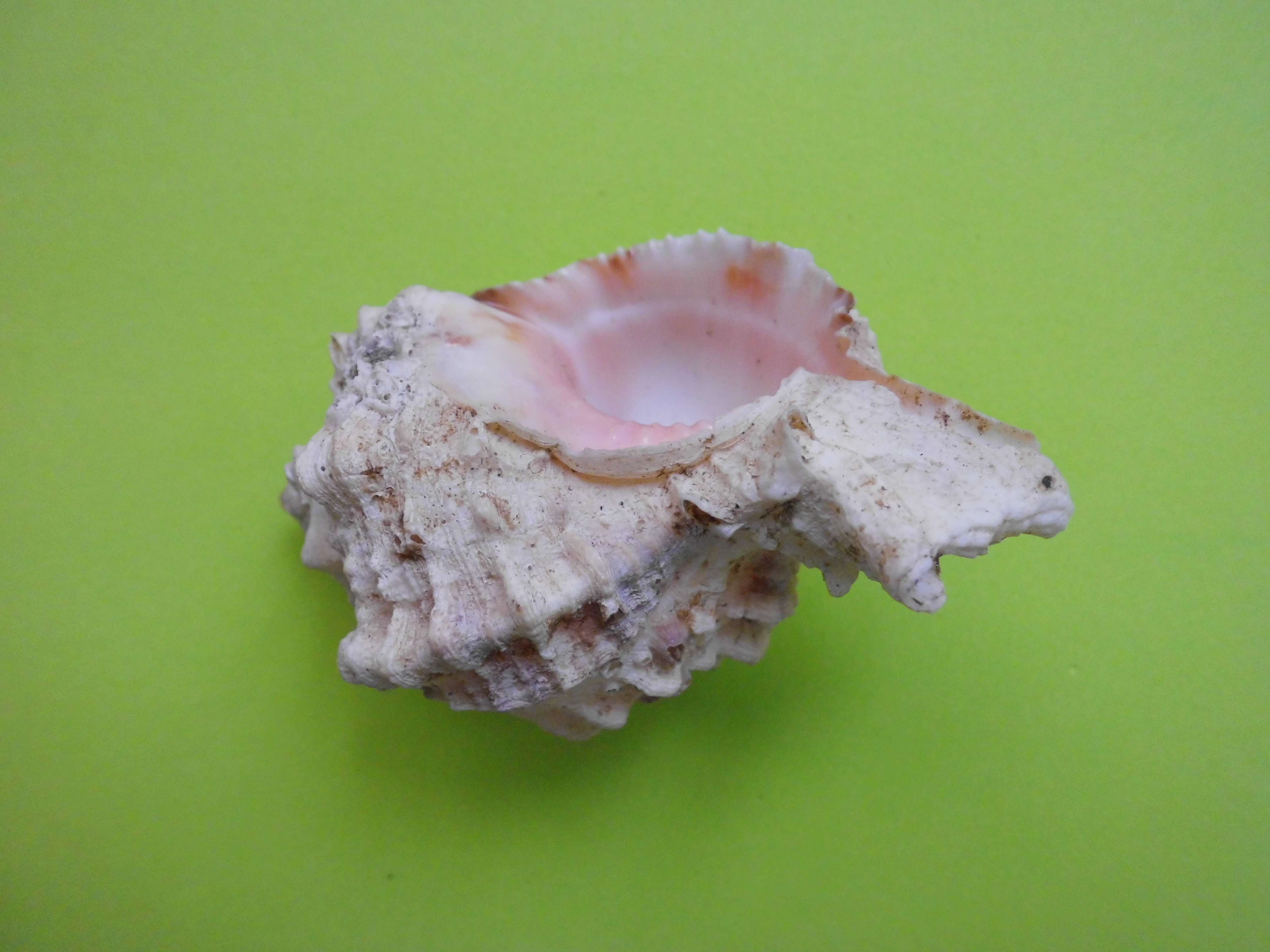
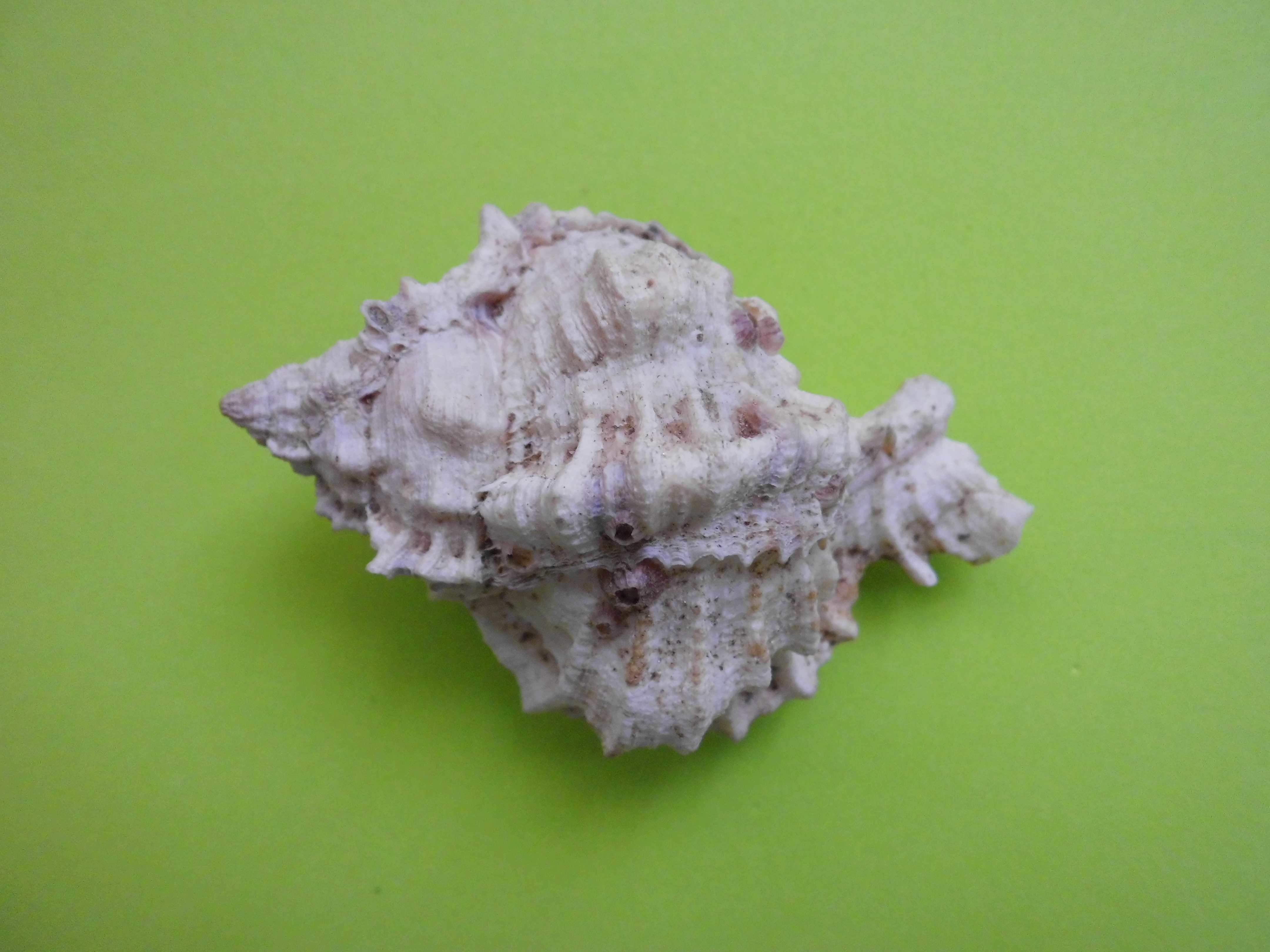